# Rouwklacht over de verwoesting van Ur
De Rouwklacht over de verwoesting van Ur is een Soemerisch gedicht naar aanleiding van de vernietiging van de stad Ur met het heiligdom de Ekishnugal door de Elamieten. Die maakten daarmee een einde aan de Derde dynastie van Ur (Ur III) en voerden Ibbi-Sin weg in gevangenschap.
De vernietiging van een heiligdom was een uiterst traumatische ervaring in het oude Soemer. De verwoesting bracht een algehele ontwrichting tot stand
..je zang is in geween veranderd
je 'tigi'-muziek is in een jammerklacht veranderd
je os is niet naar de stal gebracht, zijn vet is niet in gereedheid gebracht
je ooi is niet in de kudde, haar melk is je niet aangeboden
wie je altijd vet bracht, brengt het niet langer van de stal
wie je melk bracht, brengt het niet langer van de kudde
de visser die je vis bracht is door ongeluk overrompeld
de vogelaars die je vogels brachten zijn weggevoerd door de ... : je kunt nauwelijks meer bestaan
je rivier die in gereedheid werd gebracht voor de 'magur'-boten, nu groeit er de ..-plant midden in.
op de weg die gereedgemaakt was voor de strijdwagens groeien nu de dorens van de bergen
O mijn koningin! Je stad weent voor je als haar moeder
Ur loopt je te zoeken als een kind van een verwoeste straat
...
O moeder Ningal! Hoelang zul je als een vijand uitdagingen blijven werpen in de stad?
...
Moge An, de koning der goden, je 'het is genoeg' uitspreken
Moge Enlil, de koning van alle landen, je gunstig lot bepalen
Moge hij de stad aan jou teruggeven, om er weer koningin te zijn
Moge hij Ur aan je teruggeven, om er weer koningin te zijn!